# Cercocebus sanjei
Il cercocebo del fiume Sanje (Cercocebus sanjei Mittermeier, 1986) è una scimmia del Vecchio Mondo appartenente alla famiglia dei Cercopitecidi, endemica della Tanzania.

## Descrizione
è molto simile a C. galeritus, del quale era considerato una sottospecie. Il colore del dorso è grigio e quello del lato ventrale più chiaro. La coda è notevolmente lunga. La parte glabra del muso è grigia o rosa. Come tutte le specie del genere ha palpebre bianche.

## Biologia
L'attività è diurna e si svolge sia al suolo sia sugli alberi. Come per le altre specie del genere la dieta è varia e comprende, oltre a frutta e altri cibi vegetali, insetti e altri piccoli animali.
Formano gruppi territoriali che comprendono più maschi adulti, un maggior numero di femmine e individui giovani.

## Distribuzione e habitat
Vive esclusivamente sui Monti Udzungwa, nella Tanzania meridionale. L'habitat è costituito dalla foresta prossima ai corsi d'acqua a un'altitudine compresa tra 400 e 1600 m.

## Conservazione
è uno dei primati a maggior rischio d'estinzione, soprattutto per la distruzione dell'habitat e la ristrettezza dell'areale. Si stima che oggi ne sopravvivano non più di 1300 individui, divisi in due popolazioni separate da più di 85 km.